# SoftBook
SoftBook, publié en 1998 par SoftBook Press, Inc. a été l'un des premiers lecteurs électroniques portables commerciaux produits pour la lecture de livres électroniques, publié en 1998 par SoftBook Press, Inc.

## Aperçu
Le SoftBook, conçu par IDEO et Lunar Design, était doté d'une couverture en cuire brun qui, lorsqu'il était rabattu, donnait à l'appareil une plus grande ressemblance avec un livre. Il se distinguait grâce à son grand format de 6 x 8 pouce (15,2 x 20,3 cm) ainsi qu'un écran tactile qui permet de naviguer les pages HTML tout en ayant la capacité de surligneur et dessiner des notes sur les pages. Il peut stocker environ 1,500 pages (allant jusqu'à 100,00), et il prétendait que la batterie rechargeable pouvait durer jusqu'à 5 heures de lectures.
L'utilisation du SoftBook ne nécessite pas d'ordinateur de bureau, ni d'un fournisseur d'accès Internet. Il possède une prise téléphonique RJ11 et un port interne de 33,6 Modem kbit/s pour se connecter et télécharger les livres provenant du « SoftBookstore ». Les éditeurs sont HarperCollins, McGraw-Hill, Simon & Schuster, Warner Books, ainsi que plusieurs autres. Il y a aussi la possibilité d'avoir des abonnements à des périodiques comme le Newsweek, Time et The Wall Street Journal qui étaient disponibles ( ils étaient téléchargés automatiquement durant la nuit si l'usager avait gardé l'appareil branché sur une prise téléphonique). Les utilisateurs peuvent télécharger leurs propres documents grâce au site Internet de SoftBook pour les télécharger sur leurs propres appareils.
Le SoftBook a été le premier appareil qui fonctionne avec la spécification de l'Open eBook« principalement basé sur la technologie développée par SoftBook Press ».

## Caractéristiques
Les spécifications qui sont présentes au dos de la boite du produit :
- Poids : 2,9 livres (1,3 kg)
- Affichage : 9,5 pouce (24,1 cm) diagonaux, niveaux de gris, rétroéclairé, écran LCD tactile, coque de protection intégrée
- Capacité : 2 Mo (1 500 pages), peut aller jusqu'à 64 MB avec une carte miniature Flash (50 à 100 000 pages)
- Modem : 33,6 intégrés Modem Kbps ; télécharge environ 100 p./min
- Alimentation : Batterie lithium-ion rechargeable. Il y a jusqu'à 5 heures de lecture et 2 heures et moins pour le recharger. Adaptateur d'alimentation AC. Support de recharge optionnel.
- Outils de lecture : recherche sophistiquée, signets, hyperliens, balisage de texte, stylet pour marquer et surligner.
- Configuration requise : Connexion téléphonique analogique. Prise d'alimentation AC pour recharger la batterie
- Prix : 599,95 USD (PDSF d'origine), ou 299,95 USD plus 19,95 USD par mois pour un contrat de « package de contenu » de 24 mois (totalisant 778,75 USD)

SoftBook a utilisé le Brevet US 4597058  et le Brevet US 4725977 .